# Украденная коллекция
Украденная коллекция (пол. Skradziona kolekcja) — польский фильм, снятый в 1979 году Яном Баторы по мотивам повести Иоанны Хмелевской «Проклятое наследство». Криминальная комедия.

## Сюжет
Фильм рассказывает о приключениях двух легкомысленных подружек в поисках пропавшей ценной коллекции марок, доверенной им филателистом…

## В ролях
- Изабелла Дзярска — Иоанна Хмелевская,
- Эльжбета Старостецкая — Янка Повсиньская, подруга Иоанны,
- Мечислав Павликовский — Ян Ковальский, филателист,
- Казимеж Брусикевич — инженер Поделяк, бриджист и филателист,
- Кшиштоф Ковалевский — Анджей, сосед Иоанны,
- Анджей Бжеский — Павел, муж Янки,
- Веслав Джевич — шеф Янки, директор института,
- Казимера Утрата — сотрудница института,
- Стефан Фридман — Мецё,
- Лех Ордон — врач,
- Данута Водыньская — медсестра,
- Войцех Раевский — почтальон,
- Анджей Федорович — работник автосервиса,
- Чеслав Лясота — милиционер.